# 斯托雷德山口
斯托雷德山口（英語：Storeidet Col）是南極洲的山口，位於毛德皇后地的阿斯特里德公主海岸，處於埃德紹加內峰以西6公里，屬於洪堡山脈的一部分，由德國探險隊發現和拍攝照片，現時由南極條約體系管理。